# Linum grandiflorum
Linum grandiflorum (lino rojo, lino de flor)  es una planta fanerógama del género Linum. Es originaria de Estados Unidos.

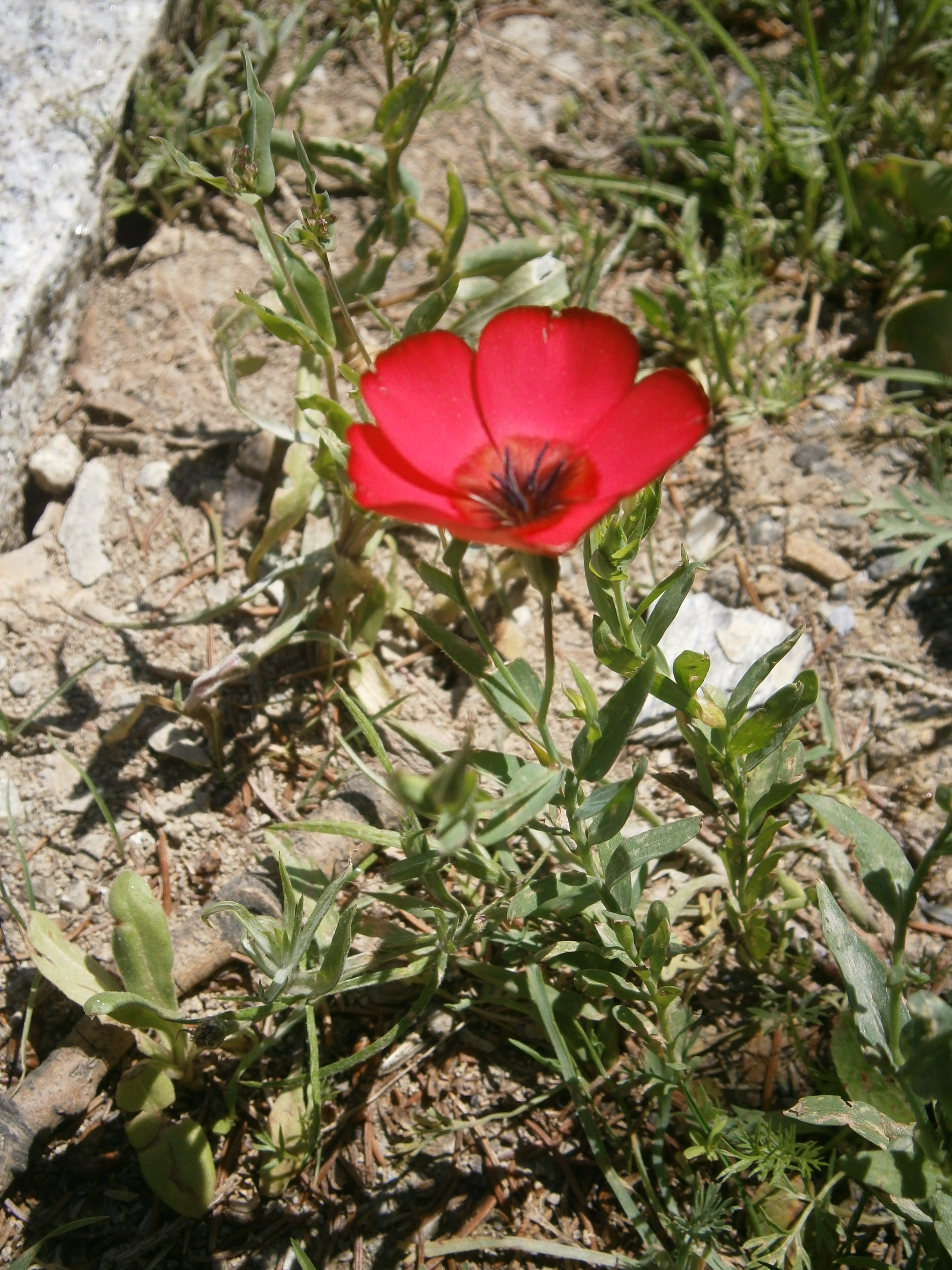
Vista de la planta

## Descripción
Crece como una planta anual, desde el nivel del mar a 2.000 m s. n. m.  Tiene tallos largos, angostos de 4-5 dm de altura, y hojas finas de 15-25 mm de largo.  Las flores tienen cinco pétalos de cerca de 1 cm de long. y casi redondas; son carmesí, con brillo satinado . Florece a fines de primavera y, al menos en regiones más templadas, durante el verano, hasta principios de otoño; es monoica y de polinización por abejas y avispas.

## Usos
Puede aprovecharse en jardinería por sus flores.
Fue introducida a América,  naturalizándose cosmopolitamente. También presente en Hawái.

## Taxonomía
Linum grandiflorum fue descrita por René Louiche Desfontaines y publicado en Flora Atlantica 1: 277–278, pl. 78. 1798.
Etimología
Linum: nombre genérico que deriva de la palabra griega: "linum" = "lino" utilizado por Teofrasto.
grandiflorum: epíteto latíno que significa "con flor grande"
Sinonimia
- Adenolinum grandiflorum (Desf.) W.A.Weber	[4]